# Стадіон імені Олега Русина
Стадіон імені Олега Русина — футбольний стадіон у місті Новояворівськ, Україна. Домашній стадіон місцевого футбольного клубу «Гірник», який виступає в Прем'єр-лізі Львівської області та жіночого футбольного клубу «Янтарочка», який виступає в Першій лізі чемпіонату України з футболу серед жінок.

## Історія
Влітку 2017 року міському стадіону присвоїли ім'я на честь Олега Орестовича Русина — колишнього гравця ФК «Гірник» та дитячого тренера, який трагічно загинув.

## Скандал
У 2023 році Новояворівська міськрада оголосила тендер на реконструкцію стадіона. Згідно із технічним завданням, підрядник має виконати підготовчі роботи до реконструкції, облаштувати гумове покриття стадіону, постелити футбольне поле, встановити майданчики для волейболу та сконструювати трибуни. Запланована реконструкція обійдеться у понад 91 мільйонів гривень.